# Gunnar Lindström
Nils Gunnar Lindström (né le 11 février 1896 à Eksjö et mort le 6 octobre 1951 dans la même ville) est un athlète suédois, spécialiste du lancer du javelot.

## Carrière
Sixième des Jeux olympiques de 1920, il remporte la médaille d'argent des Jeux olympiques de 1924 avec un jet à 60,92 m, s'inclinant face au Fin landais Jonni Myyrä.
Le 12 octobre 1924, à Eksjö, Gunnar Lindström établit un nouveau record du monde du lancer du javelot avec la marque de 66,62 m, améliorant de 42 cm l'ancienne meilleure marque mondiale détenue depuis 1919 par Jonni Myyrä.
Il participe aux Jeux olympiques de 1928 mais s'incline dès les qualifications.

### Palmarès
| Date | Compétition     | Lieu   | Résultat | Marque  |
| ---- | --------------- | ------ | -------- | ------- |
| 1920 | Jeux olympiques | Anvers | 6e       | 60,52 m |
| 1924 | Jeux olympiques | Paris  | 2e       | 60,92 m |

### Records
| Épreuve           | Performance | Lieu | Date |
| ----------------- | ----------- | ---- | ---- |
| Lancer du javelot | 67,77 m     |      | 1928 |